# Multimedia PC

Logo di Multimedia PC

Multimedia PC (MPC) è una specifica tecnica che descrive i requisiti minimi di un personal computer multimediale. La prima versione dello standard risale al 1990, aggiornata successivamente nel maggio 1993 con MPC2 e nel 1995 con MPC3.